# Campagne Eichberg

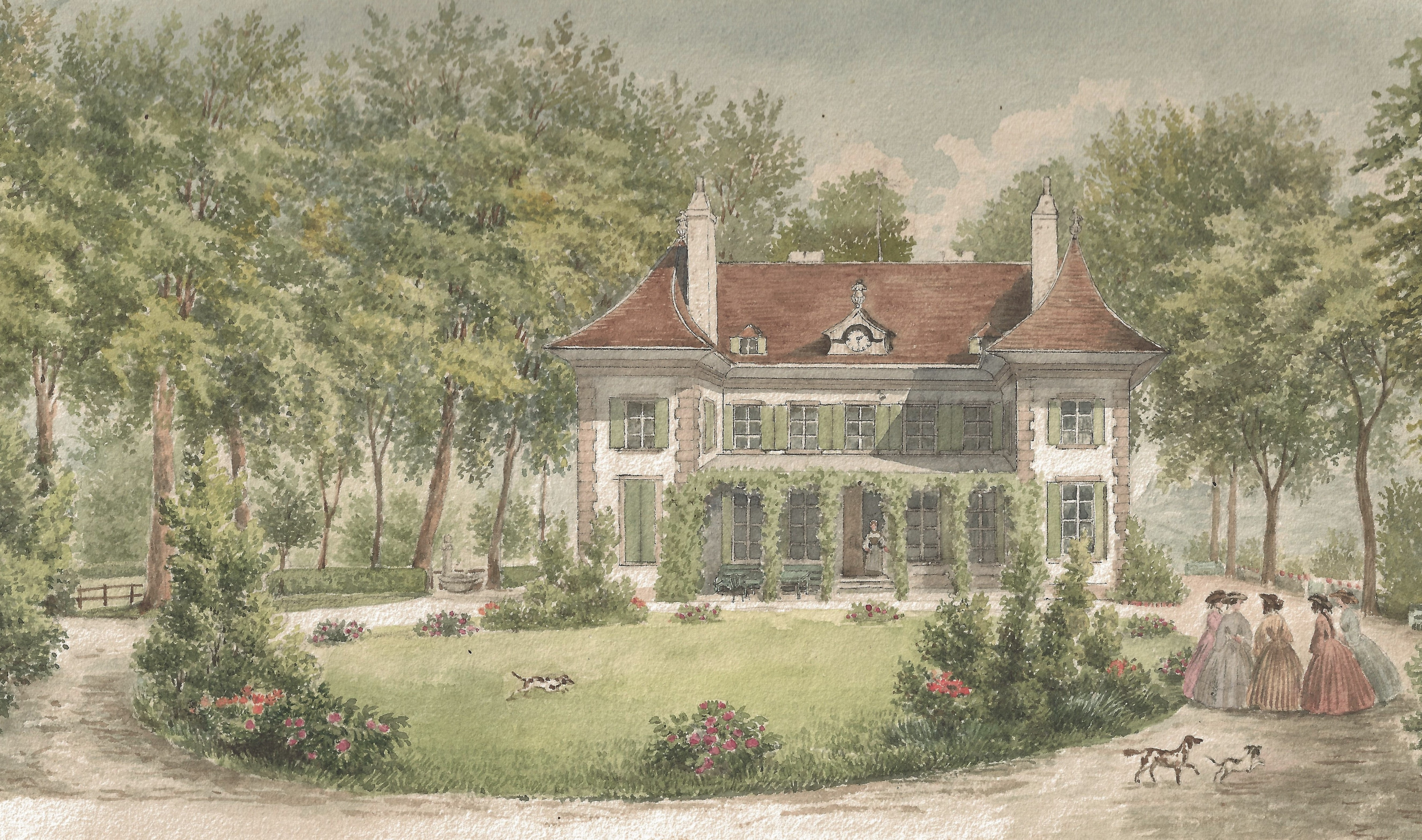
Campagne Eichberg, Gouache von Louise von Fischer (um 1850)

Die Campagne Eichberg ist ein 1792 bis 1793 gebauter Landsitz in der Gemeinde Uetendorf im Kanton Bern.
Carolus Fischer (1734–1821), Offizier in piemontesischen Diensten, und seine Frau Marianne Jenner (1743–1790) liessen die klassizistische Campagne in den Jahren 1792 bis 1793 nach Plänen von Cyr Jean-Marie Vivenel (1748–1839) und Ludwig Friedrich Schnyder erbauen. Die Wasserkünste dürften nach Plänen des Wasserbauingenieurs Andreas Lanz (1740–1803) ausgeführt worden sein.
Carolus Fischer vererbte den Eichberg an seinen Sohn Friedrich Albert von Fischer, Oberamtmann in Burgdorf, der ihn seinem Sohn Carl Ferdinand von Fischer, verheiratet mit Emilie Sophia Louise Wilhelmine von Plessen, verkaufte. Dessen Sohn Eduard Friedrich Wilhelm Helmut von Fischer erbte den Landsitz von seinem Vater. Nach seinem Tod kaufte der Landwirt E. Wyss den Eichberg. In den Jahren 1932 bis 1984 diente das Haus als Kinderheim der Diakonissinnen, seither dient es als privater Wohnsitz. Die 1983 gegründete Stiftung Eichberg bezweckt die Erhaltung und Pflege der kulturhistorisch bedeutsamen Elemente des Landsitzes Eichberg.
Die Burgerbibliothek Bern erwarb 1978 eine Serie von 25 Bauplänen zur Campagne Eichberg.